# Un beso en la nuca
Un beso en la nuca es una película de Argentina en blanco y negro dirigida por Luis Mottura según el guion de Julio Porter sobre la obra de Aldo de Benedetti que se estrenó el 18 de julio de 1946. Tuvo como protagonistas a Mirtha Legrand, Roberto Escalada, Pedro Quartucci y María Esther Podestá.

## Sinopsis
Una joven esposa descubre la infidelidad de su marido y finge un ataque de amnesia, desconociendo a su esposo y atribuyendo tal calidad al médico que la atiende.

## Reparto
Intrvinieron en el filme los siguientes intérpretes:
- Mirtha Legrand ... Luisa Álvarez de Castro
- Roberto Escalada ... Dr. Medina
- Pedro Quartucci ... Pablo Castro
- María Esther Podestá ... Tía Clotilde
- Elena Salvador ... Rosa
- Yeya Duciel ...Evelina
- Manuel Díaz ... Francisco
- Liana Moabro ... Juana

## Comentarios
Manrupe y Portela escriben: "otra vez la amnesia en una intrascendente comedia" y Noticias Gráficas opinó:

”La intriga se desarrolla con un ritmo excesivamente expositivo y detallista."